# Mervat Tallawy
Mervat Tallawy (árabe egipcio: ميرڤت التلاوى, Menia, 1 de diciembre de 1937), es una diplomática y política egipcia.

## Biografía
Se graduó en ciencias políticas y administración de empresas en la Universidad Americana en El Cairo y en relaciones internacionales en el Instituto de Posgrado de Estudios Internacionales y de Desarrollo en Ginebra, Suiza. En 1963 se integró al cuerpo diplomático del Ministerio de Asuntos Exteriores de Egipto.
De 1985 a 1988, Mervat Tallawy fue subdirectora del Instituto Internacional de Investigación y Capacitación para la Promoción de la Mujer. Posteriormente, fue embajadora de Egipto en Viena, Austria, hasta 1991. De 1991 a 1993, fue asistente de canciller. Se desempeñó como embajadora de Egipto en Japón y de ocupó el cargo de Ministra de Asuntos Sociales de Egipto.
El 22 de noviembre de 2000, Mervat Tallawy fue nombrada Subsecretaria General de las Naciones Unidas y Secretaria Ejecutiva de la Comisión Económica y Social de las Naciones Unidas para Asia Occidental (CESPAO). En 2007 fue sucedida por Bader Al-Dafa de Catar.

Como diplomática, impulsó la iniciativa de la declaración de Naciones Unidas de Protección de Mujeres y Niños en Tiempos de Conflictos Armados.
Tallawy fue uno de los miembros fundadores del Partido Socialdemócrata Egipcio creado a partir de la Revolución egipcia de 2011.
En 2014 encabezó la delegación egipcia de representantes en la reunión de la Comisión de la Condición Jurídica y Social de la Mujer, donde abogó por el reconocimiento internacional de los derechos sexuales y reproductivos de las mujeres. En esa reunión  alertó acerca de la posibilidad de retroceso en los logros obtenidos a lo largo del tiempo, debido al crecimiento de partidos políticos de tendencias conservadoras en distintas partes del mundo.
Mervat Tallawy fue miembro de la Fundación Sawiris para el Desarrollo Social y encabezó el Consejo Nacional de Mujeres de Egipto. En 2013 fue miembro del Comité de los Cincuenta para la redacción de la nueva Constitución de Egipto, y en 2014 directora general de la Organización de Mujeres Árabes.

## Reconocimientos
- Orden Nacional del Cedro de la República de Líbano.[10]
- Medalla de honor del estado de Austria.[12]
- Orden del Sol Naciente (2017).[13]